# 1996 PW
1996 PW es la designación provisional de un cuerpo menor del sistema solar; un objeto transneptuniano, más concretamente, un plutino, descubierto el 9 de agosto de 1996 por el equipo del Near Earth Asteroid Tracking desde el Observatorio de Haleakala, Hawái, Estados Unidos.

## Más información
MPEC 1996-P03 contiene observaciones y una órbita preliminar para un objeto asteroidal con un récord de e. 1996 PW fue identificado y reconocido como inusual por Gareth Williams, Minor Planet Center, Harvard-Smithsonian Center for Astrophysics, en dos noches (9 y 12 de agosto) de datos generales de asteroides del programa NEAT, llevado a cabo bajo la dirección de Eleanor Helin. , Jet Propulsion Laboratory, usando imágenes obtenidas con el telescopio GEODSS en Haleakala. Observaciones más recientes demuestran que e > 0,99, con otros elementos T = 8 de agosto de 1996, Peri = 182 grados, Nodo = 144 grados, i = 30 grados, q = 2,537 AU, H = 14,0. Las imágenes de D. Jewitt del 16 de agosto con el reflector de 2,2 m de la Universidad de Hawái mostraron el objeto como una fuente puntual, sin coma en integraciones que mostrarían fácilmente la coma de (2060) = cometa 95P/Chiron, por ejemplo.

## Designación y nombre
Designado provisionalmente como 1996 PW.

## Características orbitales
1996 PW está situado a una distancia media del Sol de 252,9 ua, pudiendo alejarse hasta 503,2 ua y acercarse hasta 2,528 ua. Su excentricidad es 0,990 y la inclinación orbital 29,75 grados. Emplea 1469029 días en completar una órbita alrededor del Sol.

## Características físicas
La magnitud absoluta de 1996 PW es 14. Está asignado al tipo espectral Ld según la clasificación SMASSII.